# Xerophyta splendens
Xerophyta splendens là một loài thực vật có hoa trong họ Velloziaceae. Loài này được (Rendle) N.L.Menezes miêu tả khoa học đầu tiên năm 1971.